# مقارنة بين خدمات استضافة الويكي
توضح هذه المقارنة بين خدمات استضافة الويكي wiki البارزة عبر الإنترنت التي تستضيف صفحات ويب قابلة للتحرير على شكل صفحات ويكي .
تتم مقارنة الخصائص العامة للتكلفة، ووجود الإعلان، والترخيص، وتصنيف Alexa ، وكذلك الاختلافات التقنية في التحرير، والميزات، ومحرك الويكي، ودعم متعدد اللغات ودعم بناء الجملة.
يمكن العثور على بديل لهذه الصفحة على موقع MediaWiki ، على mw: خدمات الاستضافة .
| خدمة استضافة الويكي         | تاريخ الانطلاق | التكلفة     | تدعم الاعلانات التجارية          | ترخيص المحتوى                                                                        | ترتيب اليكسا | ما تراه هو ما تحصل عليه | نطاق فرعي | تخصيص الثيمات / CSS | نسخ احتياطي وتنزيل قواعد البيانات                                                                                   | خصائص أخرى | Base wiki engine                      | دعم تتعدد اللغات | Syntax support                                                                                           |
| --------------------------- | -------------- | ----------- | -------------------------------- | ------------------------------------------------------------------------------------ | ------------ | ----------------------- | --------- | ------------------- | --- | --- | ------------------------------------- | --- | --- |
| Confluence Hosted           | 2004 غير مجاني | ؟           |                                  | 1٬426                                                                                | نعم          | لا                      | ؟         | ؟                   | Plugins, SSL, file storage, permissioning, WebDAV.                                                                  | |                                       | Wiki markup language, HTML plugin script plugin No formulas                                                                                                 | |
| iMeet Central               | 2005 غير مجاني | ؟           |                                  | 762٬167                                                                              | نعم          | لا                      | ؟         | ؟                   | Access control, full-text search, calendaring, single sign-on to multiple projects, project templates, RSS enabled. | [?] (مخصص) |                                       | HTML, CSS/templating No formulas | |
| Nuclino                     | 2016           | مجاني/مدفوع | لا                               |                                                                                      | 146٬737      | نعم                     | لا        | ؟                   | ؟ | محرر تعاوني خفيف الوزن في الوقت الفعلي، مقترحات للبحث أثناء الكتابة، رسم مرن للاستيراد والتصدير. |                                       | | On the fly conversion of Markdown input                                                                  |
| Ourproject.org              | 2002           | حُرّ          | ؟                                | Copyleft (choice of Creative Commons، GNU FDL, other licenses)                       | 1٬079٬474    | نعم                     | نعم       | ؟                   | ؟ | Mailing lists, FTP, SSH, ddbb, email alias, backups, CVS/SVN, forums, task management. | MoinMoin by default; custom supported | دعم اللغة الإنجليزية والإسبانية والفرنسية والعديد من اللغات الأخرى.                                                                                         | |
| PBworks                     | 2005 غير مجاني | لا          |                                  | 11٬248                                                                               | نعم          | نعم                     | نعم       | ؟                   | No page limits, SSL, RSS & Atom, email notifications, file management, page access settings.                        | [?] (مخصص) |                                       | All HTML, JavaScript, LaTeX formulas | |
| Socialtext Workspace Hosted | 2002 غير مجاني | لا          | Wiki creators can set their own. | 534٬330                                                                              | نعم          | لا                      | ؟         | ؟                   | Enterprise Wiki. Supports text, rich text, embedded images, video, and attachments (including from email).          | مستمدة من Kwiki |                                       | | |
| Fandom/Wikia                | 2004           | حُرّ          | Yes                              | Creative Commons                                                                     | 52           | نعم                     | لا        | نعم                 | نعم | Common login and common preferences to all wikis of FANDOM for the same user. No longer configures Semantic MediaWiki on request. Blog, User Page, and User Talk pages for users.                                                                      | MediaWiki                             | كل اللغات ويكيبيديا موجودة (وبعضها أكثر) ؛ دعم المجتمع باللغة الإنجليزية والصينية والألمانية واليابانية والإسبانية والبرتغالية والكاتالونية وعدة لغات أخرى. | Same as Wikipedia due to the same Wiki engine - MediaWiki: Some HTML, Wikitext, JavaScript, Math formula |
| Wikidot                     | 2006           | مجاني/مدفوع | نعم                              | By default Creative Commons، GNU FDL, other licenses as requested                    | 2٬996        | ؟                       | نعم       | نعم                 | ؟ | Can map a custom domain if previously registered for free. User can allow ads to be displayed on their wiki and get 80% of revenue. RSS, advanced forum for each site.Private messages between users. No limit on site size. Public and private wikis. | محرك Text_Wiki المعدل                 | Multilingual interface possibilities (translations done by users-volunteers) and Community support in French and German                                     | No HTML, CSS styling LaTeX math formulas                                                                 |
| Wikispaces (توقفت في2018)   | 2005           | مجاني/مدفوع | لا                               | Choice of Creative Commons، GNU FDL, other licenses; only educational wikis are free | 3٬823        | نعم                     | نعم       | نعم                 | نعم | No limits on numbers of pages, spaces, or members. Full RSS support. Blog import function/ integration. | [?] (مخصص)                            | | Optional HTML, Unknown script Math formulas                                                              |

## روابط خارجية
- ميغاواط: خدمات الاستضافة . قائمة أطول بكثير من مزارع wiki المستندة إلى MediaWiki وخدمات الاستضافة. إنها أطول لأن كل مضيف لا يتعين عليه تلبية متطلبات التوثيق لمقالات ويكيبيديا.
- Wiki farms على مشروع الدليل المفتوح
- Wikimatrix ، مع الاختيار التفاعلي لخدمات wikihosting بناءً على تفضيل المستخدم
- المزارع على WikiApiary قائمة مزارع wiki التي تدعم MediaWiki مع إحصائيات متنوعة.
- الفئة: WikiFarm في WikiIndex .
- WikiFarms - wikiteam - أدوات لأرشفة الويكي .